# 神谷美雪
神谷美雪（かみや みゆき，1982年5月2日—），日本前AV女優，東京都出身。2005年出道，隸屬 KUKI（九鬼）旗下。學生時代是擔任學生會長的才女，興趣是購物。

## 人物
2005年6月發行第一部作品『壊れゆく女』出道，其驚人的美貌立刻引起轟動。外型被認為凌駕於高樹瑪莉亞、及川奈央等業界超一流女優之上，被抱以成為超級巨星的期待。即使到了現在，甚至還有不少人到租片店只為了借她的「照片」。
可惜的是，其作品劇情，攝影，後製等方面卻水準拙劣，觀眾與相關人士一片罵聲。之後發行幾部作品仍未改善。被批評為「史上稀有的拙劣作品」，「女優一流，作品四流」。。
「只要給她普通女優的作品製作群，登上業界頂點根本輕鬆」，「業餘的自拍作品都遠遠比較好」，無數觀眾這樣為神谷美雪惋惜著。於是，導演等工作人員的責任被追究了。2006年發售了舊作總輯篇，不再演出新作。出道至引退甚至一年都不到，留下嘲諷與追憶共存的稱號：「傳說的女優」。

## 作品
- 2005年6月30日，變壞的女生（Breaking Girl）
- 2005年7月28日，變壞的女生之後
- 2005年7月29日，Essence 2
- 2005年8月26日，Essence
- 2005年8月31日，情念溫泉
- 2005年10月28日，情念溫泉2
- 2006年6月23日，MIYUKI KAMIYA 神谷美雪
- 2007年9月28日，KUKI Pink File 新基準薄碼魅力！

## 外部連結
- X CITY AV作品名鑑 神谷美雪 （页面存档备份，存于）